# Tobias Åhström
Tobias Åhström, född 20 februari 1999, är en professionell ishockeyspelare som spelar för Västerviks IK i Hockeyallsvenskan.